# Mohanamico
Mohanamico — це вимерлий рід мавп Нового Світу середнього міоцену (лавентан у південноамериканському віці наземних ссавців; 13.8–11.8 млн років). Його останки були знайдені в Konzentrat-Lagerstätte La Venta в Honda Group Колумбії. Типовий вид — M. hershkovitzi. Через відносно невелику кількість матеріалів, знайдених у Mohanamico, місце розташування роду невідоме, і різні автори запропонували чотири можливі родини: Atelidae, Callitrichidae, Pitheciidae або Aotidae.
Скам'янілості Моханаміко були виявлені в "ліжках мавп" Honda Group, які були датовані Лавентаном, приблизно 12.5 млн років.
Орієнтовна вага Mohanamico становила 1000 грамів, подібний за розміром до Aotus dindensis, знайденого в тому ж місці.